# Prefectura de Mie
La prefectura de Mie (三重県 Mie-ken?) está ubicada en la región de Kinki, sobre la isla Honshū en Japón. La capital es la ciudad de Tsu.

## Historia
La prefectura fue formada por la fusión de las antiguas provincias de Ise, Iga, Shima y la parte noreste de Kii. Prácticamente toda el área prefectural corresponde a Ise, con excepción de las actuales municipalidades de Iga y Nabari (provincia de Iga), Shima y Toba (provincia de Shima) y distritos Kita-Muro y Minami-Muro (separados de la provincia de Kii, que formó la Prefectura de Wakayama).

## Geografía

### Ciudades
- Iga
- Inabe
- Ise
- Kameyama
- Kumano
- Kuwana
- Matsusaka
- Nabari
- Owase
- Shima
- Suzuka
- Toba
- Tsu (capital)
- Yokkaichi (ciudad más poblada)

### Pueblos
Estos son los pueblos de cada distrito:
- Distrito de Inabe
  - Tōin
- Distrito de Kitamuro
  - Kihoku
- Distrito de Kuwana
  - Kisosaki
- Distrito de Mie
  - Asahi
  - Kawagoe
  - Komono
- Distrito de Minamimuro
  - Kihō
  - Mihama
- Distrito de Taki
  - Meiwa
  - Ōdai
  - Taki
- Distrito de Watarai
  - Minamiise
  - Taiki
  - Tamaki
  - Watarai

## Turismo
Lo más destacable es el circuito de Suzuka, sus bosques que rodean la ciudad y el descansado ambiente de vida. Existen varios Santuarios escondidos en la montaña, en especial cerca de Siusawa, en Suzuka.
Se encuentra un parque temático permanente “Parque España” y “Hotel Shima Spain Mura (al lado de Parque España)” que se inauguraron en abril de 1994 y que están situados en la provincia de Mie en Japón.